# Верецкий, Константин Александрович
Константин Александрович Верецкий (21 мая 1874 (3 июня 1874), Петровское, Бахмутский уезд, Екатеринославская губерния, Российская империя — 23 февраля 1918, Ростов-на-Дону) — священнослужитель Русской православной церкви, протоиерей. Прославлен в лике святых Русской православной церкви в 2018 году как священномученик. Память святого — 10 февраля по юлианскому календарю (23 февраля по новому стилю) и в Соборе новомучеников Российских.

## Биография
Родился 21 мая (3 июня) 1874 года в селе Петровское Бахмутского уезда Екатеринославской губернии в семье священника Александра Ивановича Верецкого и его супруги Серафимы Филипповны. В 1892 году окончил Екатеринославскую духовную семинарию и с 1898 по 1911 годы преподавал Закон Божий в Новомосковском и Павлоградском уездах Екатеринославской губернии и в учебных заведениях Одессы. В 1911 году после вступления в брак с Евлампией Ивановной Орловой, архиепископом Екатеринославским и Мариупольским Агапитом (Вишневским) был рукоположен во священника и определён настоятелем храма в селе Ейское Укрепление Области войска Донского. В 1913 году был переведён в храм Всех Святых в Ростов-на-Дону.
После начала Гражданской войны священник Константин Верецкий, в своих проповедях призывал к миру и предупреждал о страшной трагедии, к которой может привести братоубийственная война. В своём храме он также зачитал послание патриарха Тихона от 19 января (1 февраля) 1918 года «Об анафематствовании творящих беззакония и гонителей веры в Церкви Православной». Несмотря на угрозы и недовольства лиц, поддерживавших большевиков, отец Константин не покинул Ростов-на-Дону в конце февраля 1918 года вместе с отступившей из города армией Деникина. 23 февраля 1918 года Константин Верецкий был арестован и расстрелян.  
Константина Верецкого похоронили в ограде храма Всех Святых, который был закрыт в 1935 году, а в 1966 году уничтожен.

## Канонизация
С 2011 года Комиссия по канонизации святых Донской митрополии начала собирать свидетельства о гибели Константина Верецкого. В ходе сбора материалов помощь комиссии оказывала Е. В. Росинская — родственница (внучатая племянница) Константина Верецкого, которая написала книгу воспоминаний об отце Константине и его семье «…И обрящете покой душам вашим». 15 октября 2018 года на заседании Священного синода РПЦ, священник Константин Верецкий был причислен к лику святых новомучеников и исповедников Российских. Был установлен день его памяти — 10 (23) февраля. 29 октября 2019 года на заседании Священного Синода РПЦ были утверждены тексты молитвы, тропаря и кондака священномученику Константину Верецкому.